# Maybach California Gourmet Tourer
 (septembre 2019).
La Maybach California Gourmet Tourer est un concept-car présenté lors du Design Challenge 2006 à Los Angeles. C'est une automobile sans chauffeur, guidée par satellite. À l'intérieur, elle possède une table ronde, 4 places, un four à micro-ondes, un réfrigérateur, une machine à expresso et une cave à vin.